# Emanuel Mini
Emanuel Mini (Merlo, 14 juni 1986) is een Argentijns wielrenner die anno 2018 rijdt voor Team Novo Nordisk. Net als de rest van die ploeg lijdt hij aan diabetes mellitus.

## Carrière
Toen Mini 26 jaar was werd hij gediagnosticeerd met suikerziekte. Na drie jaar voor het opleidingsteam te hebben gereden, werd hij in 2018 prof bij Team Novo Nordisk.

## Ploegen
- 2018 –  Team Novo Nordisk

Benhamouda · Brand · Calabria · Clancy · Gioux · Henttala · van IJzendoorn · Kamstra · Lozano · McClure · Mini · Peron · Planet · Poli · Valognes · Williams